# Dél-kínai tigris
A dél-kínai tigris (Panthera tigris amoyensis) a ragadozók (Carnivora) rendjébe és a macskafélék (Felidae) családjába tartozó tigris (Panthera tigris) egy alfaja.

## Megjelenése
A hím testhossza 2,3–2,65 méter, a nőstényé 2,2–2,4 méter. A hím tömege 130–175 kilogramm, a nőstényé 100–115 kilogramm.

## Életmódja
A dél-kínai tigris étlapján különösen patások szerepelnek, mint a vaddisznó, disznószarvas, muntyákszarvas, bóbítás szarvas, számbárszarvas és széró. Ritkábban vadászik még tarajos sülre, nyúlra és zöld pávára is. Gyakran 10-40 kg húst fogyaszt el egy-ültő helyében.
Egész évben párosodhat, de elsősorban november végétől április első feléig. A hímek 5, míg a nőstények 4 éves korukra válnak ivaréretté. A párzás után 103 napnyi vemhesség után születnek az utódok. Egy alom 3-6 kölyökből áll.

## Képek
|  |  |

## Fordítás
- Ez a szócikk részben vagy egészben  a   South China tiger című angol Wikipédia-szócikk fordításán alapul.  Az eredeti cikk szerkesztőit annak laptörténete sorolja fel. Ez a jelzés csupán a megfogalmazás eredetét és a szerzői jogokat jelzi, nem szolgál a cikkben szereplő információk forrásmegjelöléseként.